# 屈射
屈射，原为匈奴北方的部落小国，后被冒顿单于征服吞并。高本汉等学者认为屈射与后世的钦察有关，但仍有争议。

## 历史
《史记·匈奴列傳》记载匈奴冒顿单于继位后，曾征服北方的浑庾、屈射、丁零、鬲昆、薪犁等国。四庫全書本《史記索隱》注其国名中“射”的读音为“奕”或“石”。《欽定古今圖書集成·方輿彙編·邊裔典》中“釘靈國”的图考称“又匈奴北有渾窳國。有屈射國。有丁令國。有隔昆國。有新梨國”。《海國圖志·卷五十六·北洋俄羅斯國沿革》记载“俄羅斯國……秦漢為渾庾、屈射、丁靈諸國，匈奴並有其地”。

## 研究
瑞典语言学家高本汉，以及列夫·古米廖夫等苏联学者认为屈射与后世的钦察有关。但是彼得·戈尔登认为东汉时期，“屈射”二字的读音为kʰut źa或kʰut jak/jɑk，与钦察并不相干:270:185。

## 备注
1. ↑  即“屈射”的读音为“Qūyì”或“Qūshí”
2. ↑  Schuessler (2014) reconstructs 屈射's 200 BCE Old Chinese pronunciation as k(ʰ)ut-źak[6]